# Ria Stalman

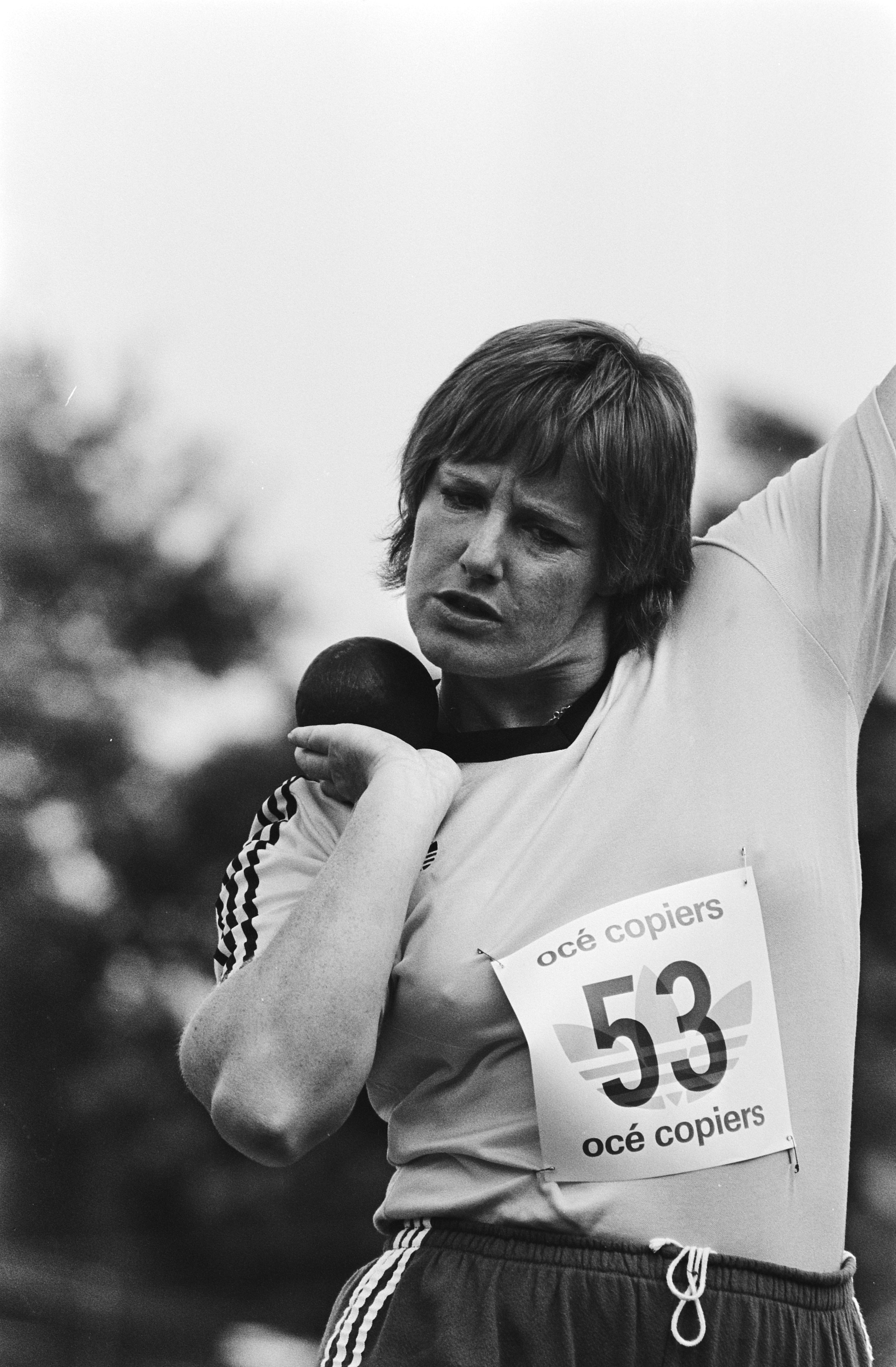
Ria Stalman

Maria Geertruida „Ria“ Stalman (* 11. Dezember 1951 in Delft) ist eine niederländische Sportjournalistin und frühere Leichtathletin. Ihr größter Erfolg war der Gewinn der Goldmedaille bei den Olympischen Spielen 1984 in Los Angeles im Diskuswurf.
Ria Stalman wurde schon 1973 holländische Meisterin im Diskuswurf. Diesen Titel gewann sie insgesamt zehnmal, auch wurde sie fünfmal nationale Meisterin im Kugelstoßen. Sie studierte an der Arizona State University und nahm auch an den US-amerikanischen Meisterschaften teil. Diese gewann sie 1982 und 1984 im Diskuswurf, 1984 auch im Kugelstoßen.
Ihr größter Erfolg war der Gewinn der olympischen Goldmedaille bei den Olympischen Spielen 1984 in Los Angeles, die von den Ostblockstaaten boykottiert wurden. Sie wurde im selben Jahr Sportlerin des Jahres in den Niederlanden und beendete ihre Laufbahn. 31 Jahre nach ihrem Olympiasieg gestand Stalman 2016 ein, dass sie die letzten zweieinhalb Jahre vor Los Angeles regelmäßig anabole Steroide einnahm. Der niederländische Leichtathletik-Verband strich danach ihre Rekordweite von 71,22 m, die sie am 15. Juli 1984 kurz vor den Spielen aufgestellt hatte, aus den Bestenlisten.
Heutzutage betreibt sie einen Bootsverleih in Amsterdam und kommentiert für Eurosport Leichtathletik-Veranstaltungen.

## Erfolge im Einzelnen
- 1984, Olympische Spiele Los Angeles: Platz 1 (65,36 m)